# تايسون فيوري ضد فرانسيس نغانو
تايسون فيوري ضد فرانسيس نغانو (بالإنجليزية: Tyson Fury vs Francis Ngannou) معركة الأسوأ (بالإنجليزية: Battle of the Baddest) كانت نزال ملاكمة كروس أوفر احترافية للوزن الثقيل بين بطل المجلس العالمي للملاكمة للوزن الثقيل تايسون فيوري وبطل يو إف سي للوزن الثقيل السابق فرانسيس نغانو، والتي جرت في 28 أكتوبر 2023 في الرياض، المملكة العربية السعودية. كان مجلس مراقبة الملاكمة البريطاني هو اللجنة المضيفة لهذا الحدث.

## الخلفية
قبل فوزه بلقب يو إف سي للوزن الثقيل، أعرب نغانو منذ فترة طويلة عن اهتمامه بالانتقال إلى الملاكمة، وتحديدًا مواجهة فيوري أو بطل المجلس العالمي للملاكمة السابق للوزن الثقيل ديونتاي وايلدر. بعد فوز فيوري على ديليان وايت في أبريل 2022، دخل نغانو الحلبة وقدم الثنائي اقتراحًا لخوض نزال ضد بعضهما البعض. غادر نغانو يو إف سي في يناير 2023 بعد خلاف حول العقد استمر لمدة عام. كانت إحدى شكاويه الرئيسية هي رفض يو إف سي على حق بالملاكمة أثناء عقده. وقع نغانو لاحقًا مع دوري المقاتلين المحترفين، الذي سيسمح له بالملاكمة.
أُعلن عن مباراة احترافية بين فيوري ونغانو في 11 يوليو 2023، وستقام في المملكة العربية السعودية. أكد رئيس المجلس العالمي للملاكمة ماوريسيو سليمان أن فيوري لن يتم تجريده من لقبه وأن المنظمة منحته إذنًا خاصًا للمنافسة.

## بطاقة القتال
^Note 1 لقب المجلس العالمي للملاكمة التذكاري بالرياض.
^Note 2 أول ظهور لنغانو في الملاكمة الاحترافية.
^Note 3 على ألقاب الوزن الثقيل منظمة الملاكمة العالمية الأوروبية، ورابطة الملاكمة العالمية القارية، والكومنولث، والبريطانية.
^Note 4 للحصول على ألقاب الاتحاد الدولي للملاكمة والمجلس العالمي للملاكمة بين القارات.
^Note 5 على ألقاب الوزن الثقيل بين القارات اتحاد أمريكا الشمالية للملاكمة ورابطة الملاكمة العالمية.

## البث
| البلد/المنطقة                                                          | المذيعون                   | المذيعون                   |
| البلد/المنطقة                                                          | دفع مقابل المشاهدة         | الوسائط المتدفقة           |
| ---------------------------------------------------------------------- | -------------------------- | -------------------------- |
| الشرق الأوسط وشمال إفريقيا (بما في ذلك المملكة العربية السعودية كمضيف) | Webook                     | Webook                     |
| المملكة المتحدة                                                        | تي إن تي سبورتس بوكس أوفيس | تي إن تي سبورتس بوكس أوفيس |
| أيرلندا                                                                | تي إن تي سبورتس بوكس أوفيس | تي إن تي سبورتس بوكس أوفيس |
| الأسواق غير المباعة                                                    | دازون                      | دازون                      |
| أستراليا                                                               | الحدث الرئيسي              |                            |
| أستراليا                                                               | كايو سبورتس                |                            |
| كندا                                                                   |                            | تس إس إن+                  |
| الولايات المتحدة                                                       | إي إس بي إن+               | إي إس بي إن+               |